# Ndolenodji Alixe Naïmbaye
Ndolenodji Alixe Naïmbaye est une femme politique tchadienne. Elle est ministre du Pétrole, des Mines et de la Géologie depuis mai 2024.
Précédemment, elle est secrétaire d'État aux Finances et au Budget (juillet 2020 - juillet 2022), Ministre des Postes, des Nouvelles technologies, de l'Information et de la Communication (juin 2018 - janvier 2019) ainsi que Secrétaire d'État aux Affaires étrangères (mai - juin 2018) dans le gouvernement d'Idriss Déby. Elle est également ministre des Affaires foncières, du Développement de l'habitat et de l'Urbanisme au sein du gouvernement du Conseil militaire de transition (juillet - octobre 2022).
Elle est présidente nationale du parti Action pour la République, le Développement et la Démocratie (ARD) depuis octobre 2020.

## Biographie

### Famille, études et débuts
Ndolenodji Alixe Naïmbaye est la fille de l'ancien ministre Mbaïlaou Naïmbaye Lossimian. Elle fait ses études supérieures à l'université de Valenciennes et à l'université de Cergy-Pontoise (France), où elle décroche un DESS en langues et commerce international. Elle travaille par la suite en tant que consultante en communication, avant de devenir directrice générale de la Chambre de commerce, d'industrie, d'agriculture, des mines et d'artisanat (CCIAMA) du Tchad.

### Carrière politique
Le 7 mai 2018, Ndolenodji Alixe Naïmbaye est nommée au poste de Secrétaire d'État aux Affaires étrangères, à l'Intégration africaine et à la Coopération internationale par le président Idriss Déby dans le premier gouvernement de la Quatrième République tchadienne. Ce nouveau gouvernement est alors composé de plusieurs ministres qui, comme elle, sont les enfants d'anciens proches collaborateurs du président. Le 18 juin, six semaines après sa formation, le gouvernement subit un remaniement, et Ndolenodji Alixe Naïmbaye est nommée Ministre des Postes, des Nouvelles technologies, de l'Information et de la Communication à la place de Madeleine Alingué.
Le 11 janvier 2019, elle est limogée du gouvernement par décret présidentiel. Aucune raison n'est alors précisée dans le décret. Elle est remplacée le 21 janvier par Idriss Saleh Bachar. Elle fait son retour au sein du gouvernement le 14 juillet 2020, devenant Secrétaire d'État aux Finances et au Budget.
Membre de l'Action pour la République, le Développement et la Démocratie (ARD), parti créé par son père, elle en est élue présidente nationale le 30 octobre 2020,. En tant que présidente de l'ARD, elle apporte son soutien et celui de son parti à la candidature du président Idriss Déby lors de l'élection présidentielle de 2021.
Le 2 mai 2021, à la suite du décès d'Idriss Déby, elle conserve son poste de Secrétaire d'État aux Finances et au Budget au sein du gouvernement mis en place par le Conseil militaire de transition. À l'occasion d'un remaniement, elle est nommée Ministre des Affaires foncières, du Développement de l'habitat et de l'Urbanisme le 9 juillet 2022. Elle ne reste que trois mois à ce poste, n'étant pas reconduite dans le gouvernement du nouveau Premier ministre Saleh Kebzabo, et est remplacée le 17 octobre par Mahamat Assileck Halata.
Elle fait son retour au gouvernement le 27 octobre 2023, remplaçant Djerassem Le Bemadjiel au ministère des Hydrocarbures et de l’Énergie à la suite du limogeage de ce dernier. Poste qu'elle conserve dans le gouvernement Halina I.
Le 6 février 2025, Ndolenodji Alixe Naïmbaye est nommée ministre des Mines, du Pétrole et de la Géologie dans le gouvernement Halina II.

### Autres responsabilités
Le 3 février 2023, Ndolenodji Alixe Naïmbaye est nommée par décret présidente du conseil d'administration de l'Agence nationale des technologies de l'information et de la communication (ADETIC).